# Salvia barrelieri
Salvia barrelieri là một loài thực vật có hoa trong họ Hoa môi. Loài này được Etl. miêu tả khoa học đầu tiên năm 1777.